# Книга всеобщих заблуждений
«Книга всеобщих заблуждений» — книга, написанная Джоном Ллойдом для популяризации британской телепрограммы QI. Позже была выпущена целая серия подобных книг. В «Книге…» содержится перечень ложных фактов, которые часть людей считает истинными.

## История создания
Впервые была опубликована издательством «Faber and Faber» в Великобритании 19 октября 2006 года. В США — 7 августа 2007 года издательством Harmony Books, во Франции — «Книга…» была переименована в «Les autruches ne mettent pas la tête dans le sable: 200 bonnes raisons de renoncer à nos certitudes» и выпущена 3 октября 2007 года издательством Éditions Dunod.
В год выпуска в Великобритании книга попала в список «Amazon's number one Global bestseller for Christmas 2006».
К концу января 2007 года было продано более 300 000 копий. Неожиданно высокие продажи мотивировали авторов на выпуск продолжения, а после и ежегодника.
В США «Книга…» получила в целом положительные отзывы от журналов Publishers Weekly и газеты The New York Times.
Книга была в топ-15 Нью-Йорк-Таймских бестселлеров с 9 декабря 2007 года по 13 января 2008 года.

## Структура
«Книга всеобщих заблуждений» содержит список из 230 вопросов, в основном тех, которые уже появлялись в QI. К вопросам прилагается правильный ответ, а также объяснение, почему предлагаемый ответ правилен. Иногда строятся предположения, почему люди привыкли верить лжи или разнообразным городским мифам.
Книга содержит предисловия Стивена Фрая и Алана Дейвиса — участников программы «QI».

## Отзывы критиков
Отзывы на книгу в целом были больше позитивными. Критик Дженнифер Кей написал, что "…"Книга всеобщих заблуждений" не заставит вас чувствовать себя глупо. Это действительно призыв быть более любопытным". Положительным был также отзыв New York Times, критика Дуга Брауна, американских газет «Los Angeles Times», Monsters and Critics, USA Today, The Seattle Times, Chicago Sun-Timesen и Seattle Post-Intelligencer.

## Продолжение
Карманное издание «Книги…» было выпущено 3 апреля 2008 года.
Вторая книга серии — «The Book of Animal Ignorance» — была выпущена в Великобритании 4 октября 2007 года, а в ноябре 2008 года вышла аудиокнига «The Sound of General Ignorance».
С ноября 2007 года выпускается ежегодник QI.